# Ruda (flod)
Ruda (tysk Raude) er en cirka 50 km lang biflod fra højre til Oder, i Øvre Schlesien i Polen. Den har en længde på omkring 50 kilometer.
Floden har sit udspring nær Żory (tysk: Sohrau) og løber mod nordvest parallelt med Bierawka (Birawka), som løber nord for den.
Den fortsætter sit løb, forbi byen Rybnik på dens venstre bred. Neden for byen, hvor den store landsby Chwallentzitz tidligere lå, er der nu et reservoir. Raude løber derefter gennem et omfattende skovområde, indtil det når byen Kuźnia Raciborska (Ratiborhammer). Der deler den sig i to grene over sine sidste fire kilometer mod øst.
Den venstre eller sydlige er den korteste. Det løber ud i Oder nær landsbyen Turze (Wellendorf på tysk) sammen med Summina.
Den højre og mindre flodarm løber omkring tre kilometer i Oders gamle flodleje, før den løber ud i Oder nær landsbyen Ruda.
Floden bruges til rafting, kano- og kajaksejlads.